# Shake (zanger)
Shake (Johore, 26 mei 1950) is een Maleisische zanger die voornamelijk in het Frans zingt. Zijn echte naam is Sheikh Abdullah Bin Ahmad.
Shake droomde van de muziek en Europese artiesten die hem hoorden zingen raadden hem aan om zijn geluk te proberen in Europa. Hij ging eerst naar Londen en dan Parijs. Zijn eerste single Tu sais je t'aime, You know I love you (1976/begin 1977) was een groot succes. Hij was de eerste Aziatische zanger die in het Frans zong. Dit succes was het begin van een rijke carrière. Hij kwam vaak op de televisie en zijn albums gingen als zoete broodjes over de toonbank. Hij stond bv. 15 weken aan de top van de Canadese hitparade. Hij werd ook erg populair in Noord-Afrika, Senegal en Ivoorkust.

## Liedjes
- I'm Singing This Song For You (je chante cette chanson pour toi)
- Ne Me Regarde Pas
- IF
- You Know I Love You (Tu sais Je T'aime)
- Je Viens De Loin
- Quand on Ne Peut pas Avoir La Fille Qu'on Aime
- De Son Enfance
- On Partira Quand tu Voudras
- lo T'amero
- La Fille Que J'attendais
- Rien N'est Plus Beau Que L'Amour
- We've Got Love
- Trocadero Bleu Citron
- Pour Un Train Qui Part
- Fort et Magique
- L'etranger Au Paradis
- Chavirer La France
- Soleil Aide-Moi
- Cest Plus Facile a Deux
- Bebe Rock 'n'roller
- Le Vie En Fete
- Ne Me Regarde Pas lo T'amero
- I'm Sing This Song For You
- Viens Valser Dans Ma Vie
- Les matins D'ete